# Catherine Aubier
Pour les articles homonymes, voir Aubier (homonymie).
Catherine Aubier est une astrologue française née le 8 novembre 1941 en Charente, spécialisée en astro-psychologie et en astrologie du couple.  Elle a créé et dirige une école d'astrologie par correspondance et par internet appelé Maison9. 

## Sources
- Jacques Halbronn, Nouveau Guide de la Vie Astrologique 1996, éditions La Grande Conjonction, 1995